# Herb Starachowic
Herb Starachowic – jeden z symboli miasta Starachowice w postaci herbu.

## Wygląd i symbolika
Herb przedstawia w błękitnym polu herbowym kowadło czarne na tle dwóch skrzyżowanych młotów o złotych trzonach i czarnych obuchach. Prawy obuch ma kształt trapezu, lewy – klinu.
Herb odwołuje się do górniczo-hutniczych tradycji miasta.

## Historia
Herb nawiązuje do wyobrażenia występującego na pieczęci Magistratu Wierzbnika z 1917 roku, na której widniało kowadło, a za nim dwa skrzyżowane narzędzia górnicze i hutnicze. Po bokach kowadła znajdowały się dwie gałęzie laurowe, nad całą kompozycją widniał wizerunek orła w koronie. 